# Neonoemacheilus mengdingensis
Neonoemacheilus mengdingensis är en fiskart som beskrevs av Zhu och Guo, 1989. Neonoemacheilus mengdingensis ingår i släktet Neonoemacheilus och familjen grönlingsfiskar. Inga underarter finns listade i Catalogue of Life.